# Allan Sandewall
Johan Allan Sandewall, född 18 september 1915 i Umeå landsförsamling, död 1 mars 1987 i Helga Trefaldighets församling i Uppsala, var en svensk präst och teolog. Han var far till Erik Sandewall.
Sandewall var bondson från Anumark i Umeå socken. Efter studier vid Fjellstedtska skolan i Uppsala blev Sandewall 1937 student vid Göteborgs högskola och året därpå vid Uppsala universitet, där han blev teologie kandidat 1941, teologie licentiat 1947 och teologie doktor 1952 på gradualavhandlingen Separatismen i övre Norrland 1820–1855. Efter studien Separatismen i övre Norrland efter 1855 som utgavs 1954 blev Sandewall samma år docent i kyrkohistoria vid Uppsala universitet. Läsåret 1960–1961 var Sandewall tillförordnad professor vid Åbo akademi och 1962–1965 tillförordnad professor vid Uppsala universitet. År 1961 utkom han med arbetet Konventikel- och sakramentsbestämmelsernas tillämpning i Sverige 1809–1900. Sandewall prästvigdes i juni 1941 och hade kortare missiv i Luleå stift och Uppsala ärkestift samt var missionssekreterare 1955–1956.